# Nestelbach im Ilztal
Nestelbach im Ilztal är en ort i  kommunen Ilz i Österrike. Den ligger i distriktet Hartberg-Fürstenfeld i förbundslandet Steiermark.
Nestelbach im Ilztal var tidigare en självständig kommun, men blev den 1 januari 2015 en del av kommunen Ilz. Kommunen bestod av fem orter (Ortschaften) (inom parentes invånarantal 1 januari 2024):
- Eichberg bei Hartmannsdorf (79)
- Hochenegg (313)
- Mutzenfeld (55)
- Nestelbach im Ilztal (595)
- Nestelberg (132)